# Thiéry (Alpes-Maritimes)
Thiéry település Franciaországban, Alpes-Maritimes megyében. Lakosainak száma 100 fő (2022. január 1.). Thiéry Ilonse, Lieuche, Rigaud, Touët-sur-Var és Villars-sur-Var községekkel határos.

## Népesség
A település népessége az elmúlt években az alábbi módon változott:
| Lakosok száma | 57   | 71   | 83   | 101  | 103  | 104  | 106  | 110  | 107  | 100  |
|               | 1968 | 1982 | 1990 | 2006 | 2013 | 2015 | 2017 | 2019 | 2020 | 2022 |